# شاه لیر (فیلم ۲۰۱۸)
شاه لیر (انگلیسی: King Lear) یک تله‌فیلم بریتانیایی-آمریکایی در سال ۲۰۱۸ به کارگردانی ریچارد ایر است. این فیلم اقتباسی از نمایش‌نامهٔ به همین نام نوشتهٔ ویلیام شکسپیر است که در ۲۸ مه ۲۰۱۸ از بی‌بی‌سی دو پخش شد. در این فیلم بازیگرانی نظیر آنتونی هاپکینز، اما تامپسون، امیلی واتسون، جیم برودبنت، فلورنس پیو، جیم کارتر، اندرو اسکات، جان مک‌میلان، توبیاس منزیس، آنتونی کاف، کارل جانسون، کریستوفر اکلستون و جان استندینگ ایفای نقش می‌کنند.
این اثر اقتباسی با نقدهای مثبتی از سوی منتقدان همراه بود و عملکرد بازیگران مورد تحسین قرار گرفت.